# Islamic Relief
Islamic Relief Worldwide (IRW; в переводе с англ. — «исламская помощь») — международная исламская гуманитарная организация, основанная в 1984 году. Она реализует проекты помощи нищим и нуждающимся людям в Африке, Азии, Ближнем Востоке и Восточной Европе. Организация также занимается ликвидацией последствий стихийных бедствий и чрезвычайных ситуаций. Работа организации поддерживается местными добровольцами и координируется международным бюро в Бирмингеме. «Islamic Relief» имеет 29 отделений на местах по всей Африке, Азии, Латинской Америке и на Ближнем Востоке. В организацию входят 11 национальных офисов.
«Islamic Relief» имеет консультативный статус в Экономическом и Социальном Совете ООН. Организация придерживается кодекса поведения Международного движения Красного Креста и Красного Полумесяца и неправительственных организаций при осуществлении операций помощи в случае стихийных бедствий и катастроф.

## История
Организация была основана египетским доктором Хани аль-Банной, приехавшим в Англию в 1978 году. В 1983 году, когда в Африке был сильный голод, он приехал на медицинскую конференцию в Судан. Побывав в лагерях беженцев, он увидел, как они умирают от голода. По пути в Великобританию Хани аль-Банна заехал в Каир, где решил собрать с членов своей семьи средства для помощи нуждающимся (было собрано около полутора тысяч египетских фунтов). Вернувшись в Бирмингем, Хани аль-Банна вместе со своим другом решил открыть благотворительный счёт. А в 1984 году была зарегистрирована благотворительная организация «Islamic Relief».

## Цели
Согласно глобальной стратегии «Islamic Relief» на 2011—2015 годы, четырьмя основными целями организации являются:
- Защита жизни и достоинства
- Расширение прав и возможностей общин
- Кампания за изменения
- Укрепление семьи «Islamic Relief»

## Национальные офисы
Национальные офисы «Islamic Relief» расположены в следующих странах:
- Австралия
- Бельгия
- Великобритания (часть всемирной организации)
- Германия
- Италия
- Канада
- Малайзия
- Нидерланды
- Соединённые Штаты Америки
- Швеция
- Швейцария
- Южно-Африканская Республика